# Rango
Rango é um filme em animação gráfica de ação, faroeste e comédia, dirigido por Gore Verbinski e produzido por Graham King. Ele apresenta as vozes dos atores Johnny Depp, Isla Fisher, Bill Nighy, Abigail Breslin, Alfred Molina, Harry Dean Stanton, Ray Winstone, Ned Beatty e Timothy Olyphant.
O filme estreou em primeiro lugar nas bilheterias norte-americanas, com a arrecadação de US$38 milhões em seu primeiro final de semana. Foi recebido com críticas geralmente positivas, obtendo 88% de aprovação no Rotten Tomatoes e vencendo o Óscar de Melhor filme de Animação.

## Enredo
A história da aventura de Rango, um camaleão de cativeiro que vive uma normal vida de animal de estimação, enquanto enfrenta uma enorme crise de identidade. A final de contas, de que serve sonhar alto se sabemos que o nosso propósito na vida é nos diluirmos? Quando acidentalmente Rango se vê na arenosa e "nervosa" Vila Poeira – um lugar sem lei, habitado pelas criaturas mais astutas e extravagantes do deserto – o pouco corajoso lagarto descobre rapidamente que se distingue dos outros. Recebido como a última esperança da vila, o novo Xerife Rango é forçado a adaptar-se à sua nova função ao máximo. Até que, num polvilhar de aventuras e de encontros com temíveis personagens, Rango começa a tornar-se no herói que sempre quis ser.

## Elenco
| Personagem                             | Voz Original       | Dublador do Brasil | Dublador de Portugal |
| -------------------------------------- | ------------------ | ------------------ | -------------------- |
| Rango                                  | Johnny Depp        | Marcelo Garcia     | Manuel Marques       |
| Beans / Feijão / Feijoca               | Isla Fisher        | Flávia Fontenelle  | Filomena Cautela     |
| Tortoise John / Prefeito Marion Lynch  | Ned Beatty         | José Santa Cruz    | João Lagarto         |
| Rattlesnake Joe / Jake Cascavel        | Bill Nighy         | Luiz Carlos Persy  | Fernando Gomes       |
| Waffles                                | James Ward Byrkit  | Jorge Vasconcellos | Bruno Ferreira       |
| Priscilla                              | Abigail Breslin    | Pamella Rodrigues  | Carolina Sales       |
| Tatu Roadkill                          | Alfred Molina      | Rafael Calvo       | Paulo B.             |
| Balthazar                              | Harry Dean Stanton | Mário Monjardim    | Adriano Luz          |
| Boo                                    | Cameron Bleasdale  | Reginaldo Primo    | Marco d'Almeida      |
| Bad Bill / Bandido Bill / Bruto Bill   | Ray Winstone       | Júlio César        | Quimbé               |
| Akiano                                 | Nika Futterman     | Marisa Leal        | Catarina Wallenstein |
| Angelique                              | Claudia Black      | Carla Pompílio     | Paula Fonseca        |
| Merrimack                              | Stephen Root       | Júlio Chaves       | Pepê Rapazote        |
| Fresca                                 | Alanna Ubach       | Mabel Cezar        | Paula Lobo Antunes   |
| Señor Flan, líder das corujas mariachi | George DelHoyo     | Márcio Simões      | Fernando Luís        |
| Furgus                                 | Lew Temple         | Claudio Galvan     | Virgílio Castelo     |
| Ambrose                                | Ian Abercrombie    | Isaac Bardavid     | Quimbé               |
| Doc, o coelho                          | Stephen Root       | Pietro Mário       | José Wallenstein     |
| Elgin                                  | John Cothran, Jr.  | José Santa Cruz    | José Jorge Duarte    |
| Ezekiel                                | Vincent Kartheiser | Gutemberg Barros   | Pedro Laginha        |
| Wounded Bird/ Ave Ferida               | Gil Birmingham     | Ricardo Schnetzer  | Fernando Ferrão      |
| Bonnie                                 | Beth Grant         | Lina Mendes        | Cláudia Cadima       |
| Buford                                 | Blake Clark        | Pietro Mário       | João Mascarenhas     |
| Rockeye / Rochoio                      | Joe Nunez          | José Santana       | José Jorge Duarte    |
| Melonee                                | Daisy Eckersley    | Fernanda Fernandes | Leonor Alcácer       |
| Spoons                                 | Alex Manugian      | Guilherme Briggs   | Bruno Ferreira       |
| Lola                                   | Steven Higginson   | Luiz Sérgio        | Tiago Dores          |
| Sr. Furgus                             | Lew Temple         | Ricardo Juarez     | Manuel Coelho        |
| O Espírito do Oeste                    | Timothy Olyphant   | Leonardo José      | Rui Unas             |

- Diretor de dublagem: Marcelo Coutinho
- Estúdio de dublagem: Double Sound[6]

## Produção
O filme foi produzido pela Nickelodeon Movies, Blink Wink, produtora de Gore Verbinski, GK Films Graham King. A animação digital foi criada pela Industrial Light & Magic (ILM), marcando seu primeiro filme de animação de longa-metragem. ILM normalmente faz efeitos visuais para filmes live-action. É também o primeiro filme de animação para Verbinski. Durante a gravação de voz, os atores receberam figurinos e cenários para "dar-lhes a sensação do Velho Oeste"; Johnny Depp teve 20 dias para atuar em Rango; e os cineastas os atores coadjuvantes para interagir com ele. Verbinski disse que sua tentativa com Rango era fazer um filme "pequeno", após o sucesso da trilogia Piratas do Caríbe, mas que ele subestimou o trabalho preciso para produzir um longa-metragem de animação.
O filme contém uma série de referências a filmes de faroeste (principalmente os western spaghettis italianos) e outros filmes, incluindo o The Shakiest Gun in the West, A Fistful of Dollars, Chinatown, The Good, the Bad and the Ugly, Once Upon a Time in the West, Cat Ballou, Raising Arizona, e Fear and Loathing in Las Vegas e as referências a trabalhos anteriores de ILM, incluindo o duelo na Estrela da Morte em Star Wars Episode IV: A New Hope, Verbinski também citou El Topo, como uma influência sobre o filme.

Em uma discussão sobre a natureza dos filmes de animação contemporâneos, Verbinski disse em dezembro de 2011:
Existem algemas com os orçamentos e as margens de lucro. Você quer competir com o que eles estão fazendo na Pixar e na DreamWorks. Há uma etiqueta de preço apenas em termos de atingir esse nível de qualidade. O que aconteceu com os Ralph Bakshi do mundo? Estamos todos sentados aqui falando sobre entretenimento familiar. A animação tem que ser um entretenimento para a família? Acho que a esse custo, sim. Há a mosca que você precisa acertar, mas quando você errar um pouco e fizer algo interessante, a mosca vai se mover. O público quer algo novo; eles simplesmente não conseguem articular o quê.

## Lançamento

### Marketing
O teaser trailer de Rango foi lançado em 9 de junho de 2010, junto com o site oficial do filme. Ele retratava uma rodovia deserta aberta e o Sr. Timms, o peixe laranja de plástico enrolado de Rango, flutuando lentamente pela estrada. Um trailer de filme de dois minutos foi lançado em 29 de junho de 2010.

### Home media
O filme foi lançado em Blu-ray e DVD em 15 de julho de 2011. O lançamento foi produzido como um pacote combo de dois discos Blu-ray, DVD e "Cópia Digital" com ambos os aparelhos de cinema e uma versão estendida do filme, comentários do elenco e da equipe, cenas excluídas e recursos. 

## Recepção

### Bilheteria
Rango ganhou US$ 123.477.607 na América do Norte e US$ 122.246.996 em outros países, para um total de US$ 245.724.603 em todo o mundo.
Na América do Norte, Rango estreou em 3.917 cinemas, arrecadando US$ 9.608.091 no primeiro dia e US$ 38.079.323 no fim de semana de estreia, ocupando o primeiro lugar nas bilheterias. Em 26 de março de 2011, foi o primeiro filme de 2011 a ultrapassar a marca de US$ 100 milhões na América do Norte.
Em territórios fora da América do Norte, durante seu primeiro fim de semana, o filme arrecadou US$ 16.770.243 em 33 países. Embora o filme não dobrou seu orçamento, foi declarado um sucesso pela Paramount, que posteriormente anunciou a formação de seu próprio departamento de animação.

### Crítica especializada
No site agregador de críticas Rotten Tomatoes, o filme tem 88% de aprovação com base em 222 críticas, com média de 7,60/10. O consenso crítico do site diz: "Rango é uma explosão inteligente e criativa de entretenimento lindamente animado, e Johnny Depp oferece uma performance vocal colorida como um animal de estimação em um mundo desconhecido.". No Metacritic, o filme tem uma pontuação média ponderada de 75 de 100 com base em críticas de 35 críticos, indicando "análises geralmente favoráveis". O público entrevistado pelo CinemaScore deu ao filme uma nota média de "C+" em uma escala de A+ a F. 
Richard Corliss, da Time, aplaudiu o "humor inteligente" e chamou os atores de "totalmente perfeitos". Mais tarde, ele o nomeou um dos 10 melhores filmes de 2011, dizendo: "Em um ano forte para a animação... Rango foi o mais legal e mais engraçado do grupo.". Roger Ebert, do Chicago Sun-Times, deu ao filme quatro de quatro estrelas, chamando-o de "algum tipo de milagre: uma comédia de animação para cinéfilos inteligentes, maravilhosamente feita, ótima de se olhar, perversamente satírica... O filme respeita a tradição de clássicos animados cuidadosamente desenhados e faz coisas interessantes com espaço e perspectiva com suas sequências de ação selvagem.".
Depois de elogiar "o brilho de seus visuais", Joe Morgenstern, do The Wall Street Journal, escreveu: "A narrativa não é realmente dramática, ... [mas] mais como uma sucessão de noções pitorescas que podem ter surgido da DreamWorks ou da Pixar enquanto seus departamentos de história saíram para almoçar.".
Em uma das críticas mais negativas, Michael Phillips, do Chicago Tribune, reconheceu seu "cuidado e habilidade consideráveis", mas chamou-o de "completamente sem alma" e que assisti-lo "com uma grande audiência suburbana foi instrutivo. Sem muitas risadas. Gemidos e soluços do medo pré-adolescente sempre que Jake Cascavel aparecia, ameaçando de assassinato.".

### Controvérsia
A organização antitabagismo Breathe California com sede em Sacramento, chamou o filme de "perigo para a saúde pública"; dizendo que havia pelo menos 60 casos de tabagismo no filme. Por causa disso, algumas organizações antitabagismo, incluindo a Breathe California, solicitaram que o filme recebesse uma classificação R em vez da classificação PG original recebida pela Motion Picture Association of America. No entanto, nenhuma alteração foi feita nas cenas de fumo e o filme manteve a classificação PG.

## Premiações
Oscar 2012
| Ano  | Categoria                | Resultado |
| ---- | ------------------------ | --------- |
| 2012 | Melhor Filme de Animação | Venceu    |

Prêmios Globo de Ouro 2012
| Ano  | Categoria                | Resultado |
| ---- | ------------------------ | --------- |
| 2012 | Melhor Filme de Animação | Indicado  |

Annie Awards 2012
| Ano  | Categoria                                             | Resultado |
| ---- | ----------------------------------------------------- | --------- |
| 2012 | Melhor Animação                                       | Venceu    |
| 2012 | Melhor Design de Personagem em Produção para o Cinema | Venceu    |
| 2012 | Melhor Roteiro para Cinema                            | Venceu    |
| 2012 | Melhor Edição para Cinema                             | Venceu    |

Visual Effects Society Awards
| Ano  | Categoria                                                        | Resultado |
| ---- | ---------------------------------------------------------------- | --------- |
| 2012 | Melhores Efeitos Visuais em Filme de Animação                    | Venceu    |
| 2012 | Melhores Efeitos e Composição de Personagem em Filme de Animação | Venceu    |
| 2012 | Melhores Efeitos e Composição de Cenários em Filme de Animação   | Venceu    |
| 2012 | Melhor Fotografia Virtual em Filme de Animação                   | Venceu    |

National Board of Review
| Ano  | Categoria                | Resultado |
| ---- | ------------------------ | --------- |
| 2011 | Melhor Filme de Animação | Venceu    |

## Jogo
A EA (Electronic Arts) lançou um jogo baseado no filme. Neste jogo, somos Rango, um forasteiro que acaba de chegar a uma cidade do velho Oeste na qual somos xerifes. Como xerifes temos a missão de manter os cidadãos sãos e salvos, para isso teremos de lutar contra criminosos como Bad Bill e Rattlesnake Jake. Mas a história toma um rumo mais selvagem quando extraterrestres chegam a Dirt.